# 台湾山楝
台湾山楝（学名：Aphanamixis tripetala）为楝科山楝属下的一个种。

## 扩展阅读
- 維基物種上的相關：台湾山楝